# Џон Кирејн
Џон Џозеф „Џек” Кирејн Јуниор (енгл. John Joseph "Jack" Kirrane Jr.; Бруклајн, 20. август 1930 − Бруклајн, 26. септембар 2016) био је амерички аматерски хокејаш на леду и двоструки олимпијац. Током каријере која је трајала од 1947. до 1960. играо је на позицијама одбрамбеног играча. Године 1987. постао је члан Америчке куће славних хокеја на леду. 
Као члан сениорске репрезентације Сједињених Држава у два наврата је учествовао на Олимпијским играма. На Зимским олимпијским играма 1948. у швајцарском Санкт Морицу био је најмлађи чан америчког олимпијског тима, а дванаест године касније на ЗОИ 1960. у Скво Валију као најстарији члан и капитен националне селекције освојио је златну олимпијску медаљу.
Кирејн је пуних 38 година радио као ватрогасац у родном Бруклајну, а учествовао је у Корејском рату као војник америчке војске.